# Болеслав II Смели
Болеслав II Щедри (на полски: Bolesław II Szczodry; февруари 1041; 3 април 1081, Австрия) от династията на Пястите, е крал на Полша през XI век.